# Magnhild Folkvord
Magnhild Folkvord (nascida a 27 de novembro de 1945) é uma jornalista e biógrafa norueguesa.

## Carreira
Folkvord foi ferreira em Jøtul por quatorze anos.
Depois de deixar esse trabalho tornou-se jornalista do antigo jornal do Partido Comunista dos Trabalhadores, Klassekampen, em 1999. Ela trabalhou lá até 2015 e escreveu livros políticos. Folkvord também escreveu uma biografia sobre Fredrikke Marie Qvam em 2013, levando-a a demitir-se do jornal e a escrever mais biografias, sobre Betzy Kjelsberg em 2015 e Magnhild Haalke em 2019.